# Макс Печар
Макс Печар (Доброва, 10. октобар 1907 — Село при Водицах, 30. септембар 1941), учесник Народноослободилачке борбе и народни херој Југославије.

## Биографија
Родио се у Доброви у близини Љубљане 10. октобра 1907. године. У Комунистичку партију је примљен 1933. године. По налогу огранизовао је партијску организацију у Чрнугама и постао њен секретар. Као функционер синдиката столарских радника организовао је велики број штрајкова. Због тога га је полиција неколико пута хапсила, а у јануару 1941. године је интерниран у Ивањицу.
У првим данима окупације припремао је устанак. Када је основана Рашићка чета постао је помоћник комесара. Чета је нападала Немце у околини Љубљане. Немци су због подршке партизанима спалили село Рашицу и сравнили га са земљом, а сви становници су отерани у логор. У сукобима који су касније уследили рањена су три партизанска борца. Саборци су их пренели у село и сакрили. Код рањеника су као заштитмица остали Вид Кнез, Резека Драгар и Павле Цедилник. Међутим, њих је неко издао и опкољени су од стране немачких јединица. У нападу Немаца 30. септембра 1941. године Макс је убијен, а остали борци су одведени у затвор Бегуње где су мучени и касније убијени.
Указом председника ФНР Југославије Јосипа Броза Тита, 21. јула 1953. године, проглашен је за народног хероја.